# Cantonul Faverges
Cantonul Faverges este un canton din arondismentul Annecy, departamentul Haute-Savoie, regiunea Rhône-Alpes, Franța.

## Comune
- Chevaline
- Cons-Sainte-Colombe
- Doussard
- Faverges (reședință)
- Giez
- Lathuile
- Marlens
- Montmin
- Saint-Ferréol
- Seythenex